# National Association 1871
National Association of Professional Base Ball Players 1871 var den første sæson i baseballligaen National Association of Professional Base Ball Players. Ni hold deltog i ligaen, som blev vundet af Philadelphia Athletics.

## Resultater
| Plac. | Hold                    | Kampe | Vundne | Uafgj. | Tabte | Proc.  |
| ----- | ----------------------- | ----- | ------ | ------ | ----- | ------ |
| 1.    | Philiadelphia Athletics | 28    | 21     | 0      | 7     | 75,0 % |
| 2.    | Boston Red Stockings    | 31    | 20     | 1      | 10    | 66,7 % |
| 3.    | Chicago White Stockings | 28    | 19     | 0      | 9     | 67,9 % |
| 4.    | New York Mutuals        | 33    | 16     | 0      | 17    | 48,5 % |
| 5.    | Washington Olympics     | 32    | 15     | 2      | 15    | 50,0 % |
| 6.    | Troy Haymakers          | 29    | 13     | 1      | 15    | 46,4 % |
| 7.    | Cleveland Forest Citys  | 29    | 10     | 0      | 19    | 34,5 % |
| 8.    | Fort Wayne Kekiongas    | 19    | 7      | 0      | 12    | 36,8 % |
| 9.    | Rockford Forest Citys   | 25    | 4      | 0      | 21    | 16,0 % |